# Alvglans förlag
Alvglans, Alvglans Förlags Aktiebolag, är ett serie- och bokförlag, dotterbolag till Bulls Press. Dessutom är man namnet på en seriebutik i Stockholm.

## Förlaget
Man har under årens lopp bland annat gett ut Alverfolket, Tom Puss, Mumintrollen, Linda och Valentin och Jan Romare i seriealbum. Idag är man kanske mest känd för Seriekatalogen.

## Serieaffären
Serieaffären Alvglans ligger på Östgötagatan på Södermalm i Stockholm. Seriebokhandeln grundades i slutet av 1980-talet som en utökning av verksamheten på Alvglans och kompletterades med postorder. Butiken drivs numera i privat regi.